# Rogno
Rogno é uma comuna italiana da região da Lombardia, província de Bérgamo, com cerca de 3.292 habitantes. Estende-se por uma área de 15 km², tendo uma densidade populacional de 219 hab/km². Faz fronteira com Angolo Terme (BS), Artogne (BS), Castione della Presolana, Costa Volpino, Darfo Boario Terme (BS), Pian Camuno (BS), Songavazzo.

## Demografia
| Variação demográfica do município entre 1861 e 2011                               |
|                                                                                   |
| Fonte: Istituto Nazionale di Statistica (ISTAT) - Elaboração gráfica da Wikipedia |